# Ombúes de Lavalle
Pour les articles homonymes, voir Lavalle.
Ombúes de Lavalle est une ville de l'Uruguay située dans le département de Colonia. Sa population est de 3 451 habitants.
Elle est l'une des villes les plus importantes du département.

## Histoire
La ville est nommée en hommage à l'argentin Juan Lavalle.

## Population
| Année | Population |
| ----- | ---------- |
| 1963  | 2.165      |
| 1975  | 2.787      |
| 1985  | 3.024      |
| 1996  | 3.189      |
| 2004  | 3.451      |

Référence,.